# Colias ponteni
Colias ponteni är en fjärilsart som beskrevs av Hans Daniel Johan Wallengren 1860. Colias ponteni ingår i släktet Colias och familjen vitfjärilar. Inga underarter finns listade i Catalogue of Life.

## Bildgalleri

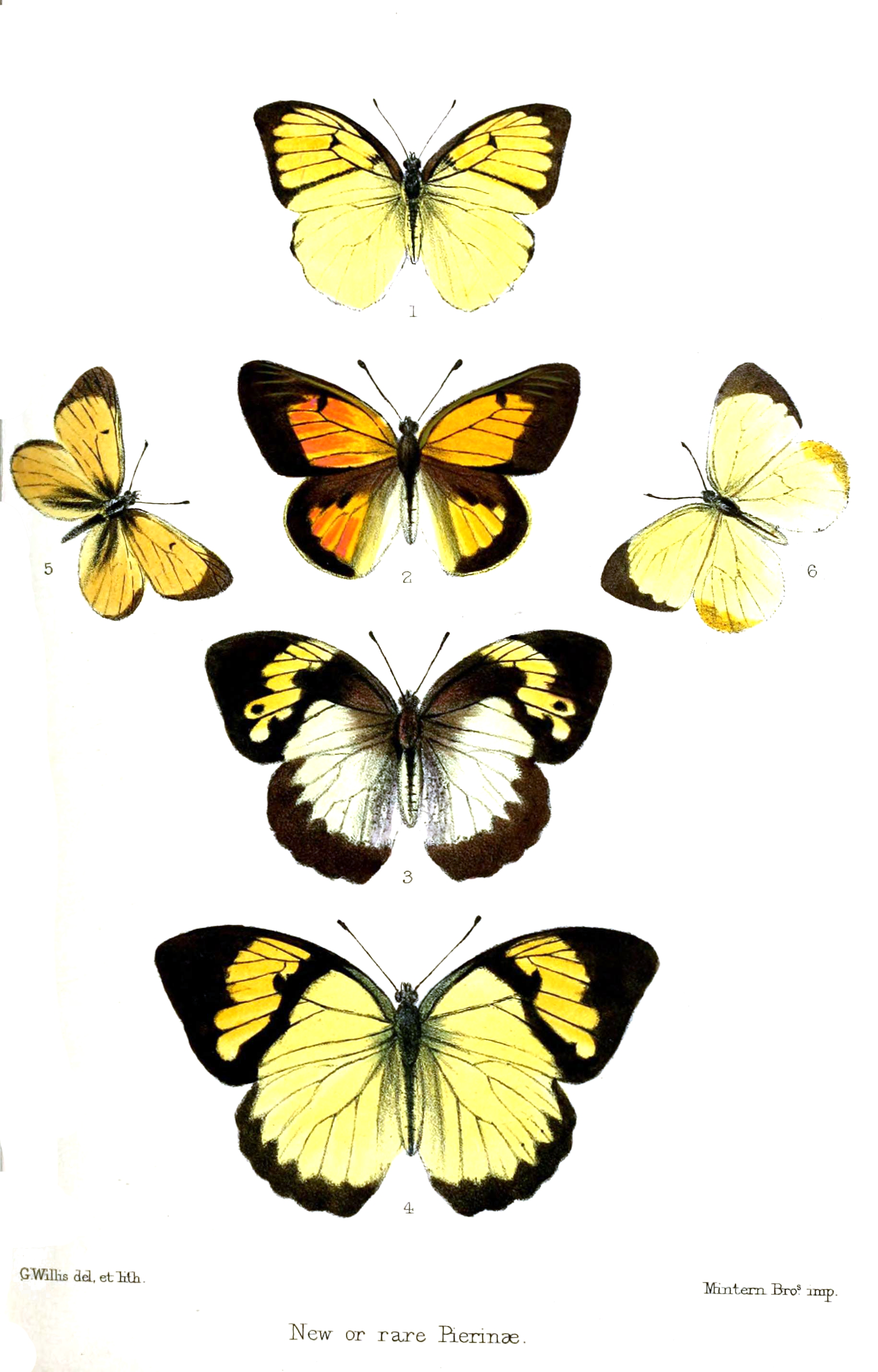